# Фернвайл ап Теудур
Фернвайл ап Теудур (валл. Ffernfael ap Tewdwr; VIII век) — король Биэллта и Гуртейрниона в VIII веке. Мало что известно о нём, помимо родословной, включенной в IX веке Неннием в «Историю бриттов», что делает его потомком Вортигерна.

## Биография
Фернвайл упоминается в главе «Истории бриттов», в которой сообщается о его власти над Буэллтом и Гуртайнионом и прослеживается его происхождение от Вортигерна и Паскена. Его имя, по-видимому, означает «сильные лодыжки». Он также известен из более поздних родословных, в которых упоминается, что его двоюродная сестра Браустуд верх Глоуд ап Паскен (по другой версии она его внучка, таким образом у него был сын и наследник - Глоуд) вышла замуж за Артвайла Старого, умершего около 825 года. На этом основании предполагается, что Фернвайл жил во второй половине VIII века. Судьба Фернвайла неизвестна, как и любые точные даты его жизни и правления. Если оценка в 745 год для начала его царствования является достаточно точной, то маловероятно, что оно длится до 800 года. Однако другие историки помещают его деятельность в более поздний период.